# Folsomina onychiurina
Folsomina onychiurina är en urinsektsart som beskrevs av Denis 1931. Folsomina onychiurina ingår i släktet Folsomina och familjen Isotomidae. Arten är reproducerande i Sverige. Inga underarter finns listade i Catalogue of Life.